# Николаев, Евгений Николаевич
Евгений Николаевич Николаев (род. 1 января 1947 года) — советский и российский учёный-физик, специалист в области масс-спектрометрии, член-корреспондент РАН (2016).

## Биография
Родился 1 января 1947 года.
В 1971 году — окончил МФТИ.
В 1974 году — защитил кандидатскую диссертацию, тема:: «Масс-спектрометрическое исследование формирования ионных кластеров при бомбардировке ионами замороженных полярных веществ».
В 1992 году — защитил докторскую диссертацию, тема: «Масс-спектрометрия ионного циклотронного резонанса и её применение при точном измерении массы и в кинетической масс спектрометрии».
В 1994 году — присвоено учёное звание профессор по специальности «Химическая физика».
С 2003 года — руководитель лаборатории масс-спектрометрии биомакромолекул, а также лаборатории ионной и молекулярной физики в Институте энергетических проблем химической физики имени В. Л. Тальрозе РАН, группой масс-спектрометрии отдела протеомных исследований и масс-спектрометрии института биомедицинской химии имени В. Н. Ореховича, научный руководитель лаборатории ионной и молекулярной физики МФТИ.
В 2004 году — под его руководством на базе лаборатории масс-спектрометрии биомакромолекул ИБХФ имени Н. М. Эмануэля РАН и ИХФ имени Н. Н. Семенова РАН был создан Центр масс-спектрометрии РАН.
В 2016 году — избран членом-корреспондентом РАН.

## Научная деятельность
Специалист в области масс-спектрометрии и её применений в медицине и в исследованиях нанообъектов биологического происхождения, биоинформационных систем и физических основ нанобиомедтехнологий.
Автор и соавтор 300 научных работ, в том числе 45 патентов.
Основные научные результаты:
- разработаны методы наноспрейного масс-спектрометрического анализа тканей из биопсий для их идентификации в процессе хирургической операции (интеллектуальный скальпель);
- разработаны методы очистки рекомбинантных белков ферромагнитными наночастицами;
- разработаны масс-спектрометры для анализа наноразмерных молекулярных объектов и биомедицинских применений с рекордными значениями точности измерения масс и разрешающей способности при анализе белков, пептидов и метаболитов;
- разработаны методы и информационная система для высокопроизводительного скрининга протеомов живых организмов по точным массовым меткам;
- разработан метод (в соавторстве) быстрой масс-спектрометрической идентификации гепатитов, тиражируемая технологическая платформа для его внедрения в клиниках;
- впервые получены масс-спектры нанотрубок.

Ведет преподавательскую деятельность в должности профессора кафедре молекулярной медицины МФТИ, а также профессора Центра космических исследований Сколтеха.
Под его руководством защищены 22 кандидатских диссертаций.
Организатор 4-х Всероссийских школ по масс-спектрометрии. Организатор European Conference on FT ICR mass spectrometry Moscow 2008, International Workshop on Imaging Mass Spectrometry, Moscow, 2012 and International Conference on Innovations in Mass Spectrometry Instrumentation, St Petersburg 2013
Член ученых советов 2 институтов и редколлегий журналов «Rapid Communications in Mass Spectrometry», «European Journal of Mass Spectrometry».

## Награды
- Благодарность Президента Российской Федерации (5 февраля 2024 года) — за заслуги в развитии отечественной науки, многолетнюю плодотворную деятельность и в связи с 300-летием со дня основания Российской академии наук[3].